# Битченко Денис Михайлович
Денис Михайлович Битченко (нар. 19 березня 1988) — український волейболіст, Майстер спорту України. Учасник Літніх Паралімпійських ігор 2016 року.
Займається у секції волейболу Київського регіонального центру «Інваспорт».
Посів 4 місце у чемпіонаті Європи (чоловіки) 2015 року у м. Варендорф (Німеччина). Визнаний найуніверсальнішим гравцем Чемпіонату світу-2018.